# Jason vs. Leatherface
Jason vs Leatherface è una miniserie a fumetti di genere horror prodotto dalla Topps Comics nel 1995, unendo i franchising di Venerdì 13 e Non aprite quella porta, e incentrati sui relativi personaggi immaginari, Jason Voorhees e Faccia di Cuoio.

## Storia editoriale
Edito in tre volumi da ottobre 1995 a gennaio 1996 dalla Topps Comics, scritta da Nancy A. Collins e David Imhoff e disegnata da Jeff Butler.

## Trama

### Prima parte
Venti anni sono passati da Venerdì 13 parte VI - Jason vive e Jason Voorhees è ancora incatenato sul fondo di Crystal Lake. Frattanto, il nuovo proprietario di Crystal Lake decide di abbattere il campo e di drenare il lago per erigerci una nuova struttura. Nonostante gli avvertimenti di un vecchio del posto, i lavoratori ripuliscono il lago con delle reti e lo fanno poi drenare. Nelle reti viene pescato Jason che, assieme a tutta la roba pescata, viene messo in un container e portato via in treno. Jason si risveglia e uccide tutti coloro a bordo del treno, che si ferma (o meglio, si schianta) in Texas, a Sawyerville e, incappa in un uomo che gli chiede aiuto. I suoi inseguitori sopraggiungono: si tratta di Autostoppista (Nubbins Sawyer) e suo fratello Faccia di Cuoio (Jed "Bubba" Sawyer). Jason e Bubba si contendono la vita del povero uomo in una battaglia machete contro motosega che Jason vince, uccidendo l'uomo e restituendo l'arma al suo rivale. Capendo che è un serial killer come loro, Autostoppista invita Jason a casa sua e, incredibilmente, Jason non lo uccide senza pietà come ha fatto con tutti nel corso della sua vita e non-vita, non ne ha intenzione (non per il momento, almeno). A casa, Jason fa la conoscenza di Cuoco (Drayton Sawyer) che ammira il lavoro fatto con la vittima (e loro cena). In casa Sawyer, Jason nota come è il loro stile di vita: Cuoco è il capofamiglia e non tratta bene il fratello Autostoppista, specie quando prende in giro Bubba, mentre quest'ultimo ricorda a Jason sé stesso da piccolo: silenzioso, deforme, nascosto dietro una maschera e cresciuto in un ambiente famigliare non proprio salutare. Tra i due killer mascherati nasce una forte quanto silenziosa amicizia. Così facendo, Jason diventa parte della famiglia Sawyer.

### Seconda parte
Jason si inserisce bene tra i Sawyer, per quanto non mangi nulla (dopotutto è un non morto) neanche le prelibatezze da cannibali di Cuoco, che tratta con rispetto. Stessa cosa non si può dire per Autostoppista che maltratta Bubba e che Jason paragona al suo violento padre Elias, iniziando a fargli ribollire qualcosa dentro. È giunto il momento dell'open day della famiglia Sawyer per Jason: una povera sventurata coppia raggiungono la stazione di servizio di Cuoco, la loro macchina viene manomessa affinché si fermi in prossimità di casa Saywer e poi è il momento di mietere le vittime e di guadagnarsi la pappa. Tuttavia, non tutti vanno uccisi all'istante, in modo da poter avere un po' di divertimento con l'ultima vittima, ma poco male se Jason uccide l'ultima sopravvissuta. Quindi, si portano a casa i corpi, li si sventra e mette da parte la carna, e con i resti si creano ottimi mobili e arredamenti. Jason ascolta tutto quanto, ma quando Autostoppista se la ri-prende con Bubba per aver rotto una sedia d'ossa, qualcosa in Jason scatta e gli ritorna in mente come sua madre Doris fece lo stesso, finendo con l'uccidere il marito quando questi riprese di nuovo a sberle il suo bambino. Jason spintona via Autostoppista (non ancora intenzionato a ucciderlo) e dà una mano a Bubba a rialzarsi. Autostoppista si arrabbia e dimostra, pugnalandosi la mano, che tanto non prova dolore, quindi Jason è libero di sfogarsi su di lui se vuole, ma Faccia di Cuoio lo convince a non farlo. Qualcosa ribolle di nuovo in Jason: è lo strano fatto che ancora ha deciso di convivere con la "gente che ama e vive" anziché ucciderla e si rifugia in soffitta, dove si perde nel vedere i ricordi dei Sawyer. Cuoco lo raggiunge e gli racconta di sua sorella e di come, sul suo letto di morte, le abbia promesso di badare ai suoi figli (Autostoppista e Bubba, quest'ultimo anche figlio di Drayton) e che, nonostante battibeccano, alla fine si vogliono tutti bene.

### Terza parte
È ora di cena e Jason aiuta Cuoco a portare giù dalle scale il vecchio e decrepito nonno Sawyer, ma ancora una volta, Autostoppista cerca rogne, prendendosela con Faccia di Cuoco per avergli stropicciato i suoi fumetti. Stavolta Jason non può più non fare niente dopo che Bubba viene ferito da una coltellata: parte una rissa tra Autostoppista e Jason e i Sawyer hanno modo di vedere, dopo essere stato accoltellato al petto e pugnalato da una mannaia alla schiena, che Jason è immortale e talmente forte da spaccare con un pugno le porte d'acciaio. Su consiglio di Cuoco, Letherface prende la motosega e ferisce Jason. Furioso si essere stato tradito dal suo amico, Jason realizza cosa è veramente Faccia di Cuoco: una persona che ama e vive come quelle che è solito uccidere, quindi, impugnato il machete, si appresta a uccidere il suo migliore amico. Con una martellata alla testa, Autostoppista mette al tappeto Jason. Per rispetto per il loro membro onorario della famiglia, i Sawyer decidono di non mangiarselo (anche perché chissà cosa accadrebbe mangiando carne di zombie) e decidono di fargli un funerale. Prima di ciò, però, Autostoppista tenta di vedere sotto la maschera di Jason, ma con un'occhiataccia, Bubba gli fa cambiare idea (tenendo finalmente testa al fratello). I Sawyer portano Jason al fiume, lo legano a un mattone e, prima di gettarlo, Faccia di Cuoio gli rende il suo machete e getta in acqua una rosa per il suo migliore amico. Ripresosi, Jason si ritrova di nuovo in una tomba d'acqua e ha nostalgia di casa. Essendo stato legato con una corda, Jason si libera facilmente dal peso e ritorna a galla. Prima di prendere la strada per Crystal Lake, Jason si sofferma davanti a casa Sawyer per concludere il lavoro... ma poi lascia perdere e riprende il suo cammino: la strada è lunga per New Jersey.

## Errori e incongruenze
La storia non è canonica nessuno dei due franchise neanche nella locazione temporale: con Jason incatenato a inizio storia, significa che è dopo gli eventi Venerdì 13 parte VI - Jason vive, che ha luogo nel 1991, (2011 dice il fumetto alla fine, confermando che Jason è rimasto in acqua per 20 anni), ma con la presenza di Autostoppista vivo e vegeto, significa che gli eventi dal punto di vista di Faccia di Cuoio avvengono prima di Non aprite quella porta che si svolge negli anni '70.
Molti fatti del passato di Jason non concordano: oltre al fatto che la madre Pamela è chiamata Doris nella storia, stando al fumetto Friday the 13th: Pamela's Tale, che narra del passato di Pamela, Elias era stato ucciso (per simili ragioni) ben prima della nascita di Jason.
La storia dice che il campo di Crystal Lake è situato in Vermont e non in New Jersey.
Inoltre, la storia ignora gli eventi che seguono Jason vive, in quanto canonicamente, Jason viene liberato e poi ri-incatenato da Tina nel 2001 in Venerdì 13 parte VII - Il sangue scorre di nuovo.